# Izra (dystrykt)
Izra – jedna z 3 jednostek administracyjnych drugiego rzędu (dystrykt) muhafazy Dara w Syrii.
W 2004 roku dystrykt zamieszkiwało 246 915 osób.